# Kamen Rider Amazon
Kamen Rider Amazon (仮面ライダーアマゾン Kamen Raidā Amazon) è una serie televisiva tokusatsu e la quarta delle Serie Di Kamen Rider. Venne trasmesso dalla fine del 1974 ai primi del 1975 sul canale Mainichi Broadcasting System. È la serie di Kamen Rider più breve con soli 24 episodi.

## Storia
Un aereo si schianta nella foresta amazzonica; delle persone a bordo sopravvive solo un bambino chiamato Daisuke Yamamoto che viene adottato da una tribù indigena. Daisuke assume il nome di Amazon e diventa un bambino selvaggio. Ma la sua vita tranquilla nella foresta viene sconvolta quando Gorgos, il demone dalle dieci facce, distrugge il suo villaggio sperando di trovare il bracciale Gigi che dà straordinari poteri a chi lo possiede. L'Anziano Bago dona Gigi ad Amazon e lo sottopone a una mistica operazione che lo trasforma in Kamen Rider Amazon; successivamente, Bago viene ucciso. Arrivato in Giappone, Amazon combatte Geddon, l'organizzazione agli ordini di Gorgos. Facendo amicizia con i nipoti del Professor Kousaka, Amazon viene a sapere sempre di più sulla natura del bracciale Gigi mentre combatte contro Geddon e, successivamente, l'Impero Garanda.

## Personaggi
- Amazon (Daisuke Yamamoto)/Kamen Rider Amazon (アマゾン (山本 大介)／仮面ライダーアマゾン Amazon (Yamamoto Daisuke)/Kamen Raidā Amazon): A differenza della maggior parte dei Kamen Rider, Amazon sembra più un incrocio fra un piranha e un rettile che un insetto e combatte in maniera bestiale, lacerando i mostri con i suoi denti e artigli.
- Tōbei Tachibana (立花 藤兵衛 Tachibana Tōbei): Alleato dei precedenti Kamen Rider, aiuta Amazon a sistemarsi in Giappone.
- Masahiko Okamura (岡村 まさひこ Okamura Masahiko): Il nipote del professor Kousaka e primo amico di Amazon. È un bambino che frequenta la scuola elementare Jonan e insegna a Amazon come parlare in giapponese.
- Ritsuko Okamura (岡村 りつ子 Okamura Ritsuko): La sorella maggiore di Masahiko. All'inizio non si fida di Amazon per aver attirato in Giappone le forze di Gorgos, ma dopo essere stata salvata ripetutamente da Amazon, iniziò ad avere fiducia in lui.
- Uomo Bestia Mogura (モグラ獣人 Mogura Jūjin): un uomo bestia dall'aspetto di talpa chiamato Mogura (モグラ). Abile nel muoversi sottoterra ed esclama in continuazione chu chu. All'inizio Mogura lavorava per Geddon e mandato a combattere Amazon per poi battere in ritirata. Di conseguenza, viene torturato dai membri di Geddon come punizione. Amazon, provando compassione per Mogura, lo salva e i due diventarono amici. Ma durante un'operazione di Garanda, Mogura si finge loro alleato per avere un po' di muffa velenosa che serve a trovare un antidoto ma viene scoperto dal Uomo Bestia Fungo che lo avvelena, lasciandolo vivere abbastanza da andare da un dottore ma era troppo tardi quando l'antidoto era pronto. Dopo aver vendicato Mogura, sconfiggendo Uomo Bestia Fungo, Amazon fa una tomba per Mogura.

## Geddon
- Geddon (ゲドン Gedon): è la malvagia organizzazione guidata da Gorgos, con lo scopo di dominare il mondo e assettato di sangue.
- Gorgos il demone dalle dieci facce (十面鬼ゴルゴス Jūmenki Gorugosu): Il capo di Geddon, la parte inferiore del suo corpo ha l'aspetto di un'enorme mostruosa testa con varie facce incastonate in essa. Possiede il bracciale Gaga e vuole ottenere il bracciale Gigi per ottenere straordinari poteri e dominare il mondo. Dopo essere stato costretto ad abbandonare la sua base, Gorgos attaccò la città, uccidenone gli abitanti con la sua nube di acido finché non intervenne Amazon che uccise le sue facce una dopo l'altra, causando la sua esplosione.
- Akajusha (赤ジューシャ Akajūsha, Seguaci Rossi): Le guerriere al servizio di Gorgos.

Uomini Bestie
I kaijin (mostri) usati da Geddon sono chiamati Uomini Bestie (獣人 Jūjin), creature create da Gorgos. Gli Uomini Bestie sono costretti a combattere anche a costo delle loro vite. Quelli che si ritirano vengono puniti con la morte.

## Garanda
L'Impero Garanda (ガランダー帝国 Garandā Teikoku) apparve poco prima della morte di Gorgos, rubando il bracciale Gaga e compiendo degli atti terroristici per sistemarsi in Giappone prima di colpire il resto del mondo. Anche Garanda fa uso di Uomini Bestie.
- Il Dominatore (Vero Imperatore Zero) (支配者 (真のゼロ大帝) Shihaisha (Shin no Zero Taitei): Il vero leader di Garanda, indossa un cappuccio argentato. Si presenta a Amazon dopo che quest'ultimo ha distrutto il sistema di detonazione della bomba a elio. Duellò con Amazon che gli tagliò le braccia e poi gli diede il colpo di grazia con il Super Daisetzudan.
- Imperatore Zero (ゼロ大帝 Zero Taitei): Un doppelganger del vero Zero che comanda le operazioni di Garanda. Quando Amazon arrivò alla base di Garanda, Zero combatté contro di lui dopo aver installato la bomba a elio,ma dopo aver fuso Gaga con Gigi, Amazon diventò invulnerabile ai suoi attacchi e cadde in una botola con delle punte sul fondo, rimanendo impalato.

## Caratteristiche di Amazon
Conosciuto anche come Amazon Rider (アマゾンライダー Amazon Raidā), Kamen Rider Amazon è diverso rispetto agli altri Rider dell'era Showa dato che il suo corpo è stato modificato biologicamente invece che con la cibernetica. Amazon ha una natura selvaggia e combatte squartando il suo avversario con gli artigli e i denti. Il suo grido di battaglia è "Gii-Gii-Gii-Gii" (ぎいぎいぎいぎい Giigiigii). Inoltre il suo design è diverso dagli altri Rider, Amazon ha l'aspetto di un drago di Komodo e di un piranha.
Mosse Speciali
- Dai Setsudan (大切断,Grande Taglio): Amazon compie un balzo e colpisce il nemico con un colpo tagliente, infliggendogli ferite mortali.
- Super Dai Setsudan (スーパー大切断): Versione potenziata del Dai Setsudan con l'energia di Gigi e Gaga.
- Jaguar Shock (ジャガーショック Jagā Shokku): Attacco a base di morsi.
- Monkey Attack (モンキーアタック Monkī Attaku).
- Amazon Kick (アマゾンキック Amazon Kikku): Un tipico Rider Kick, usato di rado.

## Lista episodi
1.Man or Beast? The Cool Guy Who Came From the Jungle! (人か？野獣か？密林から来た凄い奴！ Hito ka? Yajū ka? Mitsurin Kara Kita Sugoi Yatsu!?)
2.Ten-Faced Demon! God or Devil? (十面鬼！神か？悪魔か？ Jūmenki! Kami ka? Akuma ka??)
3.The Strong, Naked, Fast Guy! (強くてハダカで速い奴！ Tsuyokute Hadaka de Hayai Yatsu!?)
4.Run! The Raging Jungler (走れ！怒りのジャングラー Hashire! Ikari no Jangurā?)
5.The Weirdo Who Came From Underground!! (地底から来た変なヤツ！！ Chitei Kara Kita Hen na Yatsu!!?)
6.The Inca Rope-Pattern Writing Mystery!! (インカ縄文字の謎！！ Inka Jōmon Ji no Nazo!!?)
7.Melt! Melt! The Terrifying Snake Beastman (とける！とける!恐怖のヘビ獣人 Tokeru! Tokeru! Kyōfu no Hebi Jūjin?)
8.The Crocodile Beastman Who Attacked the School (学校を襲ったワニ獣人 Gakkō o Osotta Wani Jūjin?)
9.Go, Amazon! The Crab Beastman's Island! (ゆけアマゾン！カニ獣人の島へ! Yuke Amazon! Kani Jūjin no Shima e!?)
10.Black Cat Beastman Aiming at the Nursery School! (黒ネコ獣人保育園をねらう！ Kuro Neko Jūjin Hoikuen o Nerau!?)
11.The Golden Snail's the Reaper's Envoy!? (金色のカタツムリは死神の使い！？ Kin'iro no Katatsumuri wa Shinigami no Tsukai!??)
12.Seen! Geddon's Beastman Modification Room (見た！ゲドンの獣人改造室！！ Mita! Gedon no Jūjin Kaizō Shitsu?)
13.Approaching! Ten-Faced Demon! Danger, Amazon!! (迫る！十面鬼！危うしアマゾン！！ Semaru! Jūmenki! Ayaushi Amazon!!?)
14.The Ten-Faced Demon Dies! And a New Enemy? (十面鬼死す！そして新しい敵？ Jūmenki Shisu! Soshite Atarashii Teki??)
15.He Came Forth! The Terrible Great Emperor Zero (出たぞ！恐怖のゼロ大帝 Deta zo! Kyōfu no Zero-taitei?)
16.Garander's Tokyo Sea of Flames Operation!! (ガランダーの東京火の海作戦！！ Garandā no Tōkyō Hi no Umi Sakusen!!?)
17.Mt. Fuji Big Explosion? The Tokyo Fry Pan Operation (富士山大爆発？東京フライパン作戦！ Fujisan Dai Bakuhatsu? Tōkyō Furaipan Sakusen!?)
18.Zero's Terror! The Massive Earthquake Operation!! (ゼロの恐怖！大地震作戦！！ Zero no Kyōfu! Ōjishin Sakusen!!?)
19.Going into Action, The Garander Youth Squad (出動、ガランダー少年部隊 Shutsudō, Garandā Shōnen Butai?)
20.Mole Beastman's Last Activity!! (モグラ獣人最後の活躍！！ Mogura Jūjin Saigo no Katsuyaku!!?)
21.Cannibal Beastman to Eat the Frozen Rider (冷凍ライダーを食べる人食い獣人！ Reitō Raidā o Taberu Hitokui Jūjin?)
22.Inca Doll's Day to Annihilate Greater Tokyo (インカ人形大東京全滅の日！？ Inka Ningyō Dai Tōkyō Zenmetsu no Hi!??)
23.Imitation Riders vs. Amazon Rider! (にせライダー対アマゾンライダー！ Nise Raidā Tai Amazon Raidā!?)
24.You Did It, Amazon!! The End of Great Emperor Zero!! (やったぞアマゾン！ゼロ大帝の最後！！ Yatta zo Amazon! Zero-taitei no Saigo!!?)

## Cast
- Amazon (Daisuke Yamamato) (アマゾン (山本 大介)?, Amazon (Yamamoto Daisuke)): Tōru Okazaki (岡崎 徹?, Okazaki Tōru)
- Tōbei Tachibana (立花 藤兵衛?, Tachibana Tōbee): Akiji Kobayashi (小林 昭二?, Kobayashi Akiji)
- Masahiko Okamura (岡村 まさひこ?, Okamura Masahiko): Yōji Matsuda (松田 洋治?, Matsuda Yōji)
- Ritsuko Okamura (岡村 りつ子?, Okamura Ritsuko): Mariko Matsuoka (松岡 まりこ?, Matsuoka Mariko)
- Mogura Beastman (モグラ獣人?, Mogura Jūjin, Voice): Ryūji Saikachi (槐 柳二?, Saikachi Ryūji)
- Elder Bago (長老バゴー?, Chōrō Bagō): Ushio Akashi (明石 潮?, Akashi Ushio)
- Ten-Faced Demon Gorgos (十面鬼ゴルゴス?, Jūmenki Gorugosu, Voice): Ritsuo Sawa (沢 りつお?, Sawa Ritsuo)
- Great Emperor Zero (ゼロ大帝?, Zero Taitei): Hirohisa Nakata (中田 博久?, Nakata Hirohisa)
- The Ruler of Garanda Empire (ガランダー帝国支配者?, Garandā Teikoku Shihaisha, Voice): Osamu Saka (阪 脩?, Saka Osamu)
- Narrator (ナレーター?, Narētā): Gorō Naya (納谷 悟朗?, Naya Gorō)

## Reboot
Per celebrare il quarantacinquesimo anniversario di Kamen Rider, Toei e Amazon.com hanno collaborato per realizzare una serie web intitolata Kamen Rider Amazons (仮面ライダーアマゾンズ Kamen Raidā Amazonzu), un reboot in chiave moderna di Kamen Rider Amazon. La serie si compone di due stagioni uscite tra il 2016 e il 2017 e dal film del 2018 The Last Judgement (仮面ライダーアマゾンズ THE MOVIE 最後ノ審判 Kamen Raidā Amazonzu Za Mūbī Saigo no Shinpan). È la prima serie giapponese di Kamen Rider ad essere stata distribuita ufficialmente in Italia, distribuita in esclusiva su Prime Video con il titolo internazionale "Amazon Riders", ma sprovvista di sottotitoli in italiano.